# Josep Navarro Santaeulàlia
Œuvres principales
- Qüestió de mots
- Bulbs

Josep Navarro Santaeulàlia, né 1955 à Banyoles (Catalogne, Espagne), est un écrivain espagnol d'expression catalane.

## Biographie
Josep Navarro Santaeulàlia est poète, essayiste, romancier et traducteur. Sa première publication était une collection de poèmes, Memòries de la carn (Mémoires de la chair). Il obtint plusieurs prix de littérature tels que le Prix de la critique Serra d'Or en 1991 dans la modalité essai, puis en 2000 dans la modalité roman, et le Premi Columna en 2002.

## Publications

### Livres
- Memòries de la carn, poésie, Columna, Barcelone 1987
- Questió de mots : del simbolisme a la poesia pura, essai, La Magrana, Barcelone 1990 — Prix de la critique Serra d'Or
- Objectes perduts, narrations, La Magrana, Barcelone 1990
- La llum dins l'aigua, poésie, Columna, Barcelone 1996
- Una ombra a l'herba, poésie, Moll, Majorque 1998
- Fusions, essai, La Magrana, Barcelone 1997
- Terra negra, roman, Proa, Barcelone 1996
- Bulbs, roman, La Magrana, Barcelone 1999 — Prix de la critique Serra d'Or
- L'absent, roman, La Magrana, Barcelone 1999
- Pagodes i gratacels, essai, Columna, Barcelone 2001
- Ulls d'aigua, roman, Columna, Barcelone 2002
- Punt mort, roman, Columna, Barcelone 2005
- Yume (ca), roman, La Magrana, Barcelone 2007

### Traductions
- Haikús de primavera i d'estiu (du japonais), La Magrana, Barcelone 1997